# Flarken (Ytterhogdals socken, Hälsingland)
Flarken är en sjö i Härjedalens kommun i Hälsingland och ingår i Ljusnans huvudavrinningsområde.